# Kilo Kish
Kilo Kish, pseudonimo di Lakisha Kimberly Robinson (Orlando, 10 maggio 1990), è una cantante statunitense.
Attiva principalmentecome artista indipendente, nel corso della sua carriera ha ricevuto numerosi elogi da parte della critica specialistica, ricevendo recensioni positive da parte di riviste come Complex, BBC Music, Spin, AllMusic, NME, Vice e Pitchfork. Nel corso della sua carriera ha pubblicato 2 album, 1 mixtape e vari EP, oltre a realizzare collaborazioni con artisti del calibro di Gorillaz, Childish Gambino, Vince Staples e ASAP Rocky.

## Biografia
Robinson inizia a pubblicare musica con lo pseudonimo di Kilo Kish nel 2010, anno in cui realizza una collaborazione con The Jet Age of Tomorrow; realizza altre collaborazioni anche nel 2011, lavorando anche con Vince Staples. Laureatasi in fashion design nel 2012, nell'aprile dello stesso anno pubblica il suo EP d'esordio Homeschool, il quale viene immediatamente notato dalla critica: la rivista Complex lo definisce uno dei migliori progetti musicali dell'anno. Sempre nel 2012 collabora con Childish Gambino nel brano Make It Go Right. Nel 2013 pubblica il mixtape K+, anch'esso molto ben accolto dalla critica musicale. Nel 2014 pubblica l'EP Across attraverso l'etichetta Kitsune, ottenendo con esso il suo primo ingresso in una classifica Billboard; l'anno successivo pubblica una versione remix del medesimo progetto.
Nel 2016 fonda l'etichetta discografica Kisha Soundscape + Audio pubblica il suo album di debutto Reflection in Real Time, accolto in maniera molto positiva dalla critica. Nel 2017 collabora con i Gorillaz nel brano Out of Body dall'album Humanz oltre a realizzare varie nuove collaborazioni con Vince Staples, lavorando in questo modo anche con altri artisti di rilievo come ASAP Rocky, Justin Vernon e Ray J in brani inclusi nell'album di Staples Big Fish Theory. Nel 2018 pubblica l'EP Mothe, al quale fa seguito l'anno successivo un altro EP intitolato Redux. Dopo aver trascorso il biennio successivo principalmente pubblicando singoli, nel 2022 l'artista rende disponibile il suo secondo album in studio American Gurl. L'album include collaborazioni con Vince Stapleton e Miguel.

## Discografia

### Album
- 2016 – Reflection in Real Time
- 2022 – American Gurl

### Mixtape
- 2013 – K+

### EP
- 2012 – Homeschool
- 2014 – Across
- 2015 – Across Remixes
- 2018 – Mothe
- 2019 – Redux

### Singoli
- 2012 – Wetgun
- 2012 – Navy
- 2014 – Begin Route
- 2014 – Locket
- 2016 – Existential Crisis Hour
- 2017 – Obsessing
- 2017 – Fulfillment
- 2017 – Self Importance
- 2018 – Elegance
- 2018 – Void
- 2019 – Like Honey
- 2019 – Bite Me
- 2019 – Nice Out
- 2019 – Spark
- 2021 – American Gurl
- 2021 – Bloody Future
- 2022 – New Tricks: Art, Aesthetics, and Money (feat. Vince Staples)
- 2022 – No Apology
- 2022 – Death Fantasy (feat. Miguel)